# Großsteingrab Meyer

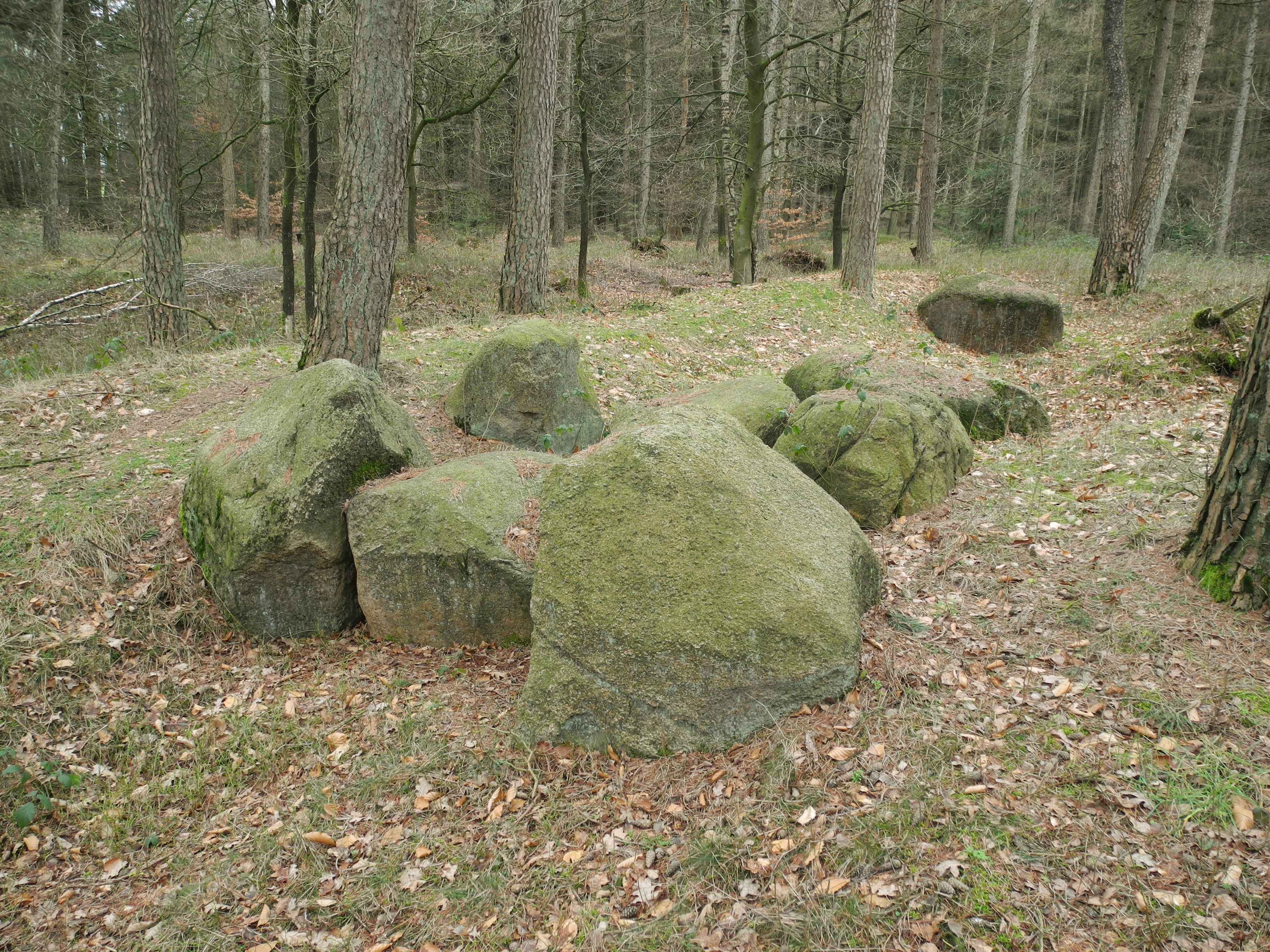
Großsteingrab Meyer

Das schlecht erhaltene Großsteingrab Meyer ist ein neolithisches Ganggrab vom Typ Emsländische Kammer mit der Sprockhoff-Nr. 891. Es entstand zwischen 3500 und 2800 v. Chr. als Megalithanlage der Trichterbecherkultur (TBK).

## Lage
Das Großsteingrab liegt am „Archäologischen Wanderweg Giersfeld“ in den Fürstenauer Bergen, nördlich von Ueffeln nahe der L 70 in der Gemeinde Ankum im Landkreis Osnabrück in Niedersachsen.
Die Anlage erlitt in der ersten Hälfte des 19. Jahrhunderts schwere Schäden, als sie als Steinbruch missbraucht wurde. Das etwa 26,0 m lange Nordost-Südwest orientierte Großsteingrab Meyer war die zweitgrößte Kammer der Nekropole. Der erkennbare Hügel ist etwa 30,0 m lang.
Nach der Skizze von Wächter hatte die Kammer ursprünglich 16 Decksteine. Seit 1864 sind nur noch 9 Steine vorhanden, die in etwa das östliche Viertel der Anlage darstellen. Vier Tragsteine sind zu identifizieren, die anderen Steine sind Decksteine bzw. Reste davon. Der am weitesten östlich liegende Stein dürfte der Rest eines Decksteins sein, der beim Abtransport liegen blieb. Einer der Decksteine zeigt noch ein deutliches Sprengloch.
In der Nähe liegt das Großsteingrab Reinecke.